# Лайтцерсдорф
Лайтцерсдорф (нем. Leitzersdorf) — коммуна (нем. Gemeinde) в Австрии, в федеральной земле Нижняя Австрия.
Входит в состав округа Корнойбург. Население составляет 1196 человек (на 31 декабря 2005 года). Занимает площадь 27,88 км². Официальный код — 31215.

## Политическая ситуация
Бургомистр коммуны — Франц Шёбер (BGL)по результатам выборов 2010 года.
Совет представителей коммуны (нем. Gemeinderat) состоит из 19 мест.
- Партия BGL занимает 8 мест.
- АНП занимает 8 мест.
- СДПА занимает 2 места.
- АПС занимает 1 место.